# Gard Sveen
Gard Sveen (Hamar, 8 marzo 1969) è uno scrittore e politologo norvegese.

## Biografia
Nato nel 1969 a Hamar, lavora come consulente senior presso il ministero della Difesa norvegese.
Ha esordito nella narrativa nel 2013 con il romanzo L'ultimo pellegrino, primo capitolo delle indagini dell'ispettore Tommy Bergman premiato in patria con i maggiori riconoscimenti del settore tra cui il Glasnyckeln nel 2014.

## Opere

### Romanzi
- L'ultimo pellegrino (Den siste pilegrimen, 2013), Venezia, Marsilio, 2018 traduzione di Giovanna Paterniti ISBN 978-88-317-2855-3.
- Le lacrime di Medusa (Helvete åpent, 2015), Venezia, Marsilio, 2022 traduzione di Giovanna Paterniti ISBN 978-88-297-0854-3.
- Blod i dans (2016)
- Bjørnen (2018)
- Drømmenes Gud (2019)

## Premi e riconoscimenti
- Premio Riverton: 2013 per L'ultimo pellegrino
- Glasnyckeln: 2014 per L'ultimo pellegrino
- Premio Maurits Hansen: 2014 per L'ultimo pellegrino
- Premio Palle Rosenkrantz: 2016 per L'ultimo pellegrino